# Temple protestant de Châlons-en-Champagne
Le temple protestant de Châlons-en-Champagne est un édifice religieux situé 18 bis, rue Lochet, à Châlons-en-Champagne. La paroisse est membre de l'Église protestante unie de France.

## Histoire
Peu de temps après la promulgation de l'édit de Nantes, le 30 avril 1598, les protestants chalonnais se rendent à leurs offices à Compertrix. Le 10 juillet 1682, un temple est inauguré à Fagnières, près de la future rue des Guinguettes. En 1688, à la suite de l'édit de Fontainebleau signé par Louis XIV en 1685, le temple est détruit. Les protestants locaux pratiquent leur culte clandestinement jusqu'au 7 novembre 1787 date de l'Édit de Versailles.
Au début XIXe siècle, Adolphe Jacquesson, de la maison de champagne Jacquesson & Fils, ouvre un temple au sein de sa propriété à Petit-Fagnière. Après son décès, le temple est transféré rue Choiseul. En 1875, Paul Krug, propriétaire du champagne Krug, aide le pasteur Pierre Andrault à acquérir un terrain rue Lochet,. Le temple est construit en 1880 par l'architecte Gosset, d'après les plans de Louis Gillet,.

## Architecture
C'est un temple de style néogothique,, de style ogival. Au-dessus du portail se trouve un gable ainsi qu'une grande baie,. Au-dessus de la porte on peut lire un verset du Livre d'Ésaïe (Es 40,8), « La parole de notre Dieu demeure éternellement »,.

## Pasteurs
Différents pasteurs ont été en poste dans la paroisse.
- Pierre Andrault (1880-?)
- Inconnu
- Théodore Cremer (vers 1927)
- Samuel Vincent (vers 1933)
- Inconnu
- André Picard (vers 1952)
- Paul Marquer (jusqu'en 1974)[6]
- Étienne Grosjean (à partir de 1975 ou 1979)
- Henri Fischer (jusqu'en 1988)
- Titia Koen (1987-1994)
- Robert Philipoussi (1989-1994)
- Marianna X (vers 1995)
- Agnès Adeline Schaeffer (1997-2005)
- Marcel Mbenga (depuis 2007)

## Annexe